# Chilenisches Antarktisterritorium
Das Chilenische Antarktisterritorium (span. Territorio Antártico Chileno) ist ein von Chile beanspruchter Teil der Antarktis. Das Gebiet ist in der chilenischen Verwaltungsgliederung deckungsgleich mit der Kommune Antártica, die administrativ zur südlichsten Provinz Chiles gerechnet wird, der Provinz Antártica Chilena an der Magellanstraße, welche ihrerseits zur XII. Region gehört. Der Gebietsanspruch Chiles in der Antarktis ist international nicht anerkannt.

## Lage, Status und Infrastruktur
Das Territorium erstreckt sich von 53° bis 90° westlicher Länge. Das Gebiet zwischen 20° und 80° westlicher Länge wird auch von Großbritannien beansprucht, der Sektor zwischen dem 25° und 74° westlicher Länge auch von Argentinien. Das Kernland des von Chile beanspruchten Territoriums, besonders die Antarktische Halbinsel (von Chile Tierra O’Higgins genannt), welche die Fortsetzung des andinen Landmassivs auf dem Südkontinent bildet und rund 1000 Kilometer von Kap Hoorn, der zu Chile gehörenden Südspitze Südamerikas, entfernt liegt, liegt zugleich in den Anspruchsgebieten Argentinisches Antarktisterritorium und Britisches Antarktisterritorium.
Chile stützt seine Ansprüche auf die historische Kontinuität (Rechtsnachfolge spanischer Ansprüche, die bis auf den Vertrag von Tordesillas zurückgehen), auf seine Lage als Anliegerstaat, auf die von ihm geschaffenen administrativen und infrastrukturellen Einrichtungen in diesem Gebiet und auf den wissenschaftlichen Nachweis, dass die in Chile als O’Higgins-Halbinsel bezeichnete antarktische Land- und Gletschermasse die geologische Fortsetzung der Anden sei.
Mit dem Decreto Supremo No. 1747 vom 6. November 1940 hat Chile seine Ansprüche auf den umschriebenen Antarktissektor erklärt. Mit Inkrafttreten des Antarktisvertrages am 23. Juni 1961 wurde die Geltendmachung des Anspruchs vorläufig suspendiert. Am 11. Juli 1961 wurde die Kommune La Antártica, Departamento de Magallanes ausgerufen.
Das Territorium untersteht verwaltungsmäßig der XII. Region mit Sitz in Punta Arenas. Chile betreibt im Antarktisterritorium mehrere Leuchtfeuer sowie Postämter des Postbezirks Punta Arenas. Die chilenische Luftwaffe unterhält außerdem eine Luftwaffenbasis auf der Isla Rey Jorge.

### Kommune Antártica

Wappen der Kommunengemeinschaft Cabo de Hornos y Antártica

Die am 11. Juli 1961 gegründete Kommune Antártica ist die einzige Kommune Chiles, die keine eigene Gemeinde umfasst; sie wird von der Kommune und Gemeinde Cabo de Hornos (ehemals Navarino, Regierungssitz in Puerto Williams) aus verwaltet. Die Gemeinschaft dieser beiden Kommunen wird Cabo de Hornos y Antártica genannt.
Die Kommune ist in zwei Zensusdistrikte geteilt, Piloto Pardo und Tierra O’Higgins. Offizieller Hauptort ist Puerto Covadonga (ziviler Name der Bernardo-O’Higgins-Station); die einzige nennenswerte tatsächliche zivile Ansiedlung ist jedoch Villa Las Estrellas auf der Isla Rey Jorge (King George Island) mit 80 permanent am Ort lebenden chilenischen Einwohnern und diversen zivilen Infrastruktureinrichtungen (Schule, Krankenhaus, Geschäfte etc.).

## Liste der chilenischen Basen nach Standort
King George Island

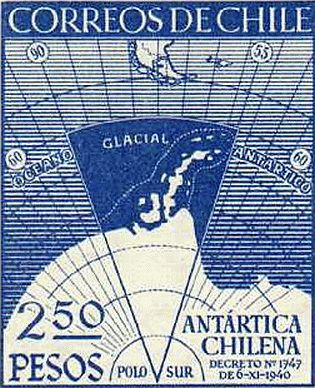
Chilenische Briefmarke: von Chile beanspruchtes Antarktisgebiet lt. Dekret No. 1747 vom 6. November 1940

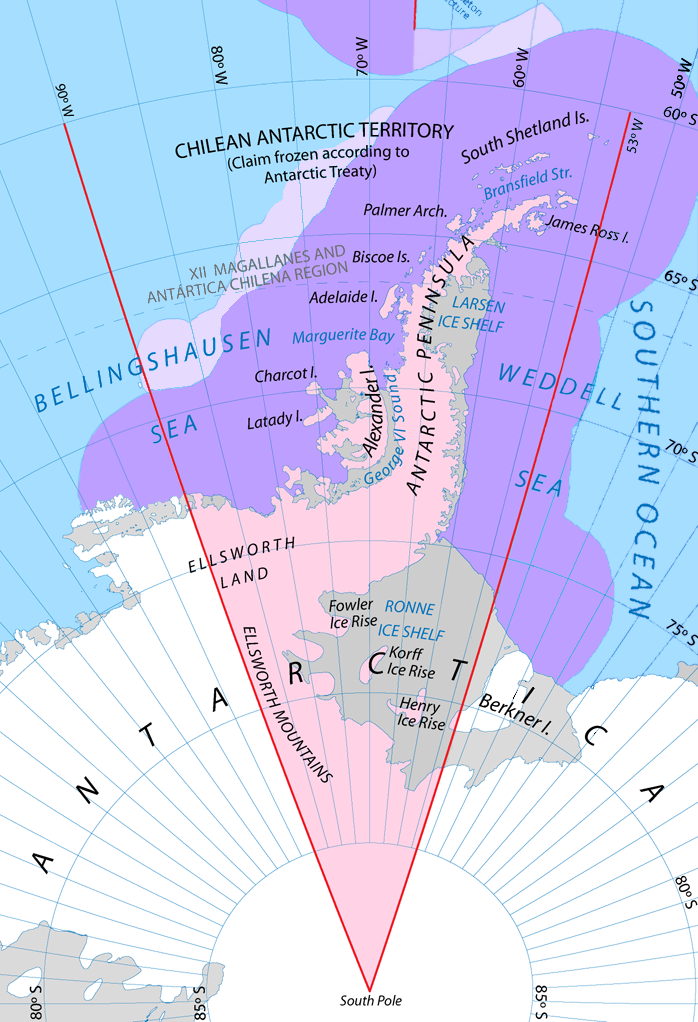
Antarktis Chile, seine Hoheitsgewässer und die umliegenden Festlandsockel

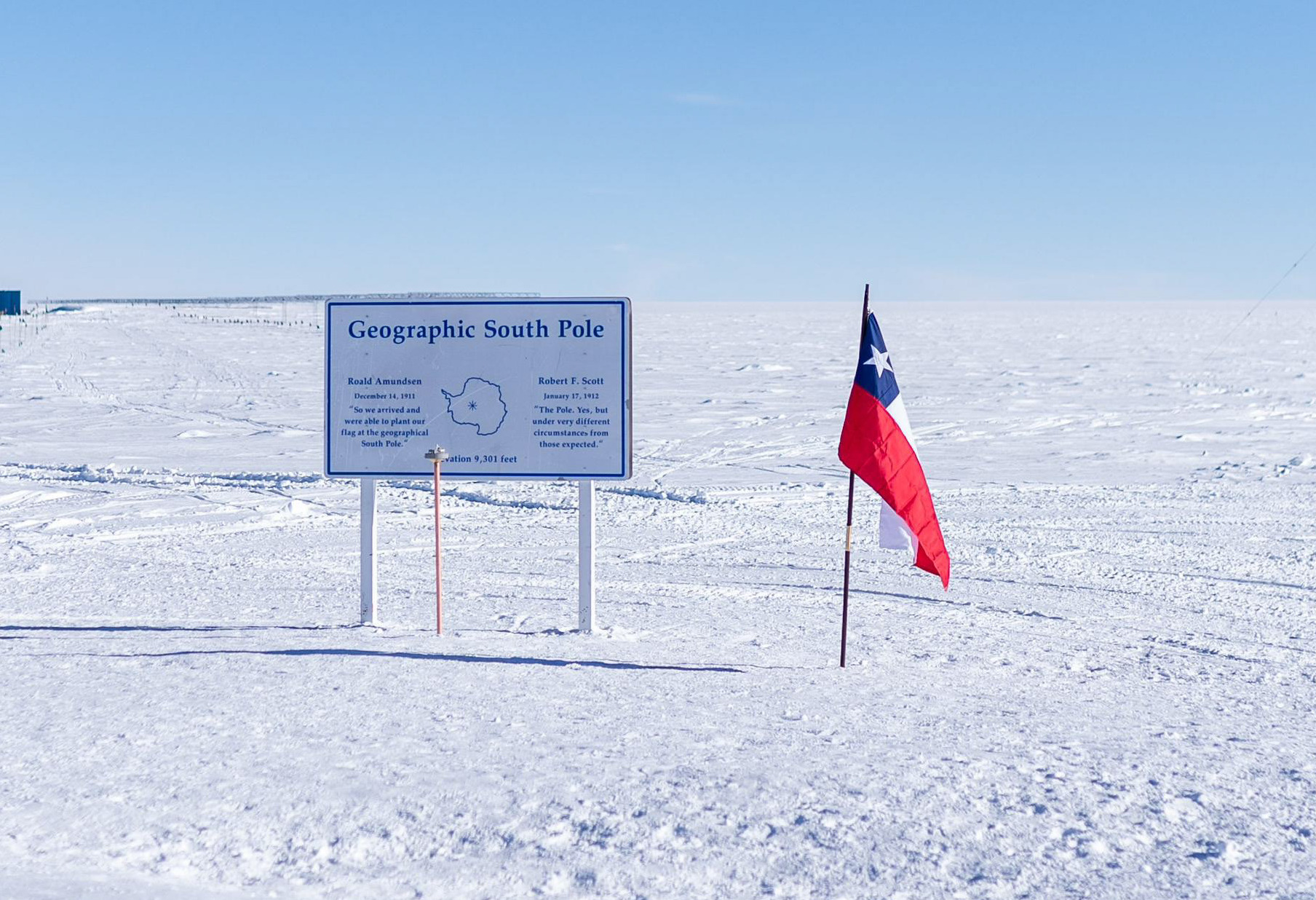
Südliche Grenze des Trikontinentalen Chile, der Südpol mit einer Nationalflagge.

- Base Presidente Eduardo Frei Montalva (1969 eröffnet; permanent besetzt)
- Base Profesor Julio Escudero (1995 eröffnet; permanent besetzt)
- Refugio Collins (2006 eröffnet)

Ardley Island
- Refugio Julio Ripamonti (1982 eröffnet; nur im Sommer besetzt)

Robert Island
- Refugio Luis Risopatrón (1949 eröffnet; nur im Sommer besetzt)

Greenwich Island
- Base Naval Capitán Arturo Prat (1947 eröffnet; permanent besetzt)

Livingston-Insel
- Base Doctor Guillermo Mann Fischer (ehemals Campamento Shirreff; 1991 eröffnet; nur im Sommer besetzt)

Deception Island
- Base Presidente Pedro Aguirre Cerda (1955 eröffnet; 1967 nach Zerstörung durch Vulkanausbruch aufgegeben)
- Refugio Cabo Héctor Gutiérrez Vargas (1956 eröffnet; 1967 nach Zerstörung durch Vulkanausbruch aufgegeben)
- Refugio Caleta Telefon (1958 eröffnet; 1967 nach Vulkanausbruch aufgegeben)

Trinity-Halbinsel
- Base General Bernardo O’Higgins (1948 eröffnet; permanent besetzt)
- Refugio Abrazo de Maipú (1967 erstmals von Argentinien eröffnet und später zerstört; 2004 wiedereröffnet; seit 2010 aus Sicherheitsgründen stillgelegt)

Duse Bay
- Refugio General Jorge Boonen Rivera (ehemals General Ramón Cañas Montalva; 1953 von Großbritannien als Station V – View Point eröffnet; 1996 an Chile übergeben; nur im Sommer besetzt)

Hughes-Bucht
- Refugio Doctor Guillermo Mann (1973 eröffnet; inzwischen stillgelegt)

Paradise Harbor
- Base Presidente Gabriel González Videla (1951 eröffnet; nur im Sommer besetzt)

Doumer-Insel
- Base Yelcho (1962 eröffnet; nur im Sommer besetzt)

Adelaide-Insel
- Base Teniente Luis Carvajal Villarroel (1961 von Großbritannien als Base T – Adelaide Island eröffnet; 1984 an Chile übergeben; nur im Sommer besetzt)

Avian Island
- Refugio Comodoro Guesalaga (1963 eröffnet; inzwischen stillgelegt)

Union-Gletscher
- Base Glaciar Unión (2014 eröffnet; nur im Sommer besetzt)

Patriot Hills
- Base de Verano Antonio Huneeus Gana (1997 eröffnet; 2013 aufgelöst und nach der Base Glaciar Unión verlegt)
- Estación Polar Teniente Arturo Parodi Alister (1999 eröffnet; 2013 aufgelöst und nach der Base Glaciar Unión verlegt)